# John Gosling
John Gosling (6. února 1948, Paignton, Devon, Anglie – 4. srpna 2023) byl britský varhaník a pianista.
V roce 1970 se Gosling přidal k The Kinks. Kapelu opustil v roce 1978 a založil vlastní skupinu Network, která nahrála (nevydané) album pro Phonogram. V letech 1994 až 2008 hrál s The Kast Off Kinks, s nimiž vystupovali i Mick Avory a John Dalton, další bývalí členové The Kinks. Také učil hudbu ve škole v St Albans v Hertfordshiru v Anglii. Zemřel 4. srpna 2023 ve věku 75 let.